# .sbs
.sbs es un dominio de nivel superior genérico (gTLD) en el Sistema de nombres de dominio en internet. Inicialmente solicitado por la Special Broadcasting Service o SBS, este dominio es actualmente gestionado por ShortDot SA, con sede en Reino Unido y fue lanzado al público general el 15 de junio de 2021.
Durante el primer mes desde su lanzamiento, fueron registrados cerca de 3,000 dominios.

## Uso
El dominio ha sido enfocado para ser utilizado por la comunidad voluntaria, tanto por empresas de bienestar social, grupos comunitarios, activistas y organizaciones sin ánimo de lucro.
Este dominio, está siendo utilizado para usos fraudulentos.